# Gratkorn
Gratkorn é um município da Áustria, situado no distrito de Graz-Umgebung, na estado da Estíria. Tem 34,61 km² de área e sua população em 2019 foi estimada em 7.963 habitantes.